# Зимняя, Ирина Алексеевна
Ирина Алексеевна Зимняя (17 марта 1931, Москва — 5 апреля 2024, Москва) — советский и российский ученый, доктор психологических наук (1974), профессор (1976), академик РАО (1995; член-корреспондент РАО с 1993). Заслуженный деятель науки РСФСР (1989).

## Биография
Родилась 17 марта 1931 года в Москве в семье служащих.
В 1954 году окончила факультет английского языка Московский государственный педагогический институт иностранных языков имени Мориса Тореза.
С 1954 по 1973 годы — ассистент, старший преподаватель, доцент, профессор  кафедры психологии, с  1973 по 1990 годы  — заведующий кафедрой психологии  Московского государственного педагогического института иностранных языков имени Мориса Тореза.
С 1990 по 2011 годы — главный научный сотрудник и заведующая сектором «гуманизация образования» Института качества высшего образования МИСиС.
В 1961 году защитила кандидатскую диссертацию на тему:  «К вопросу о восприятии речи», в 1974 году — докторскую диссертацию на тему: «Психология слушания и говорения». В 1989 году И. А. Зимняя за плодотворную научную деятельность была удостоена почётного звания — Заслуженный деятель науки РСФСР.
17 марта 1993 года И. А. Зимняя была избрана член-корреспондентом, а с 6 апреля 1995 года — академиком Российской академии образования — состоит в Отделении психологии и возрастной физиологии. Сфера научных интересов: психолингвистика, педагогическая психология, психология обучения иностранным языкам.
Под научным руководством И. А. Зимней в 1997—2005 годы была разработана общая стратегия воспитания в образовательной системе России. Особенно значимой в научной деятельности И. А. Зимней являлась разработка оригинальной функционально-психологической схемы смыслопорождения и смыслового восприятия речевого сообщения, введенный ею в психологию речи и психолингвистику термин «смысловое восприятие» речевого сообщения в настоящее время является одним из важных элементов теории этих наук.
Скончалась 5 апреля 2024 года на 94-м году жизни.

## Основные труды
- Зимняя И. А. Психология и лекционная пропаганда [Текст] / И.А. Зимняя, д. психол. н. - Москва : О-во "Знание" РСФСР, 1978 г. — 40 с.
- Зимняя И. А. Психологические аспекты обучения говорению на иностранном языке / Москва : Просвещение, 1978 г. — 159 с. - (Пособие для учителей средней школы)
- Зимняя И. А. Психологические основы лекционной пропаганды / И. А. Зимняя. - М. : Знание, 1981 г. — 64 с.
- Зимняя И. А. Психологические аспекты обучения говорению на иностранном языке : Кн. для учителя / И. А. Зимняя. - 2-е изд. - М. : Просвещение, 1985 г. — 160 с.
- Зимняя И. А. Психология обучения неродному языку : (На материале рус. яз. как иностранного) / И. А. Зимняя. - М. : Рус. яз., 1989 г. — 219 с. — ISBN 5-200-00793-3
- Зимняя И. А. Психология обучения иностранным языкам в школе / И. А. Зимняя. - М. : Просвещение, 1991 г. — 219 с. - (Б-ка учителя иностр. яз.). — ISBN 5-09-001716-6
- Зимняя И. А.  Практика в вузовской подготовке социальных работников : (По материалам рос.-амер. совещ., 20-22 мая 1993 г., Москва, Салтыковка) / [Ред.-сост. Зимняя И. А.]. - М. ; Набережные Челны : Исслед. центр проблем качества подгот. специалистов, 1995 г. — 210 с.
- Зимняя И. А. Воспитание - проблема современного образования в России [Текст] : (сост., пути решения) / И. А. Зимняя, Б. Н. Боденко, Н. А. Морозова; М-во общ. и проф. образования РФ. Исслед. центр пробл. качества подгот. специалистов. - Москва, 1998 г. — 82 с. — ISBN 5-7563-0051-1
- Зимняя И. А. Педагогическая психология : Учеб. для студентов вузов, обучающихся по пед. и психол. направлениям и спец. / И. А. Зимняя. - 2. изд., доп., испр. и перераб. - М. : Логос, 1999 г. — 382 с. — ISBN 5-88439-097-1
- Зимняя И. А. Педагогическая психология: учебник для студентов высших учебных заведений, обучающихся по педагогическим и психологическим направлениям и специальностям / И. А. Зимняя. - Изд. 2-е, доп., испр. и перераб. - Москва : Университетская книга; Логос, 2008 г. — 382 с. - (Новая университетская библиотека). — ISBN 978-5-98704-069-8
- Зимняя И. А. Педагогическая психология : учебник для студентов высших учебных заведений, обучающихся по педагогическим и психологическим направлениям и специальностям / И. А. Зимняя. - Изд. 2-е, доп., испр. и перераб. - Москва : Логос, 2009 г. — 382 с. - (Новая университетская библиотека). — ISBN 978-5-98704-442-1
- Зимняя И. А. Педагогическая психология : учебник для вузов : учебник для студентов высших учебных заведений, обучающихся по педагогическим и психологическим направлениям и специальностям / И. А. Зимняя. - 3-е изд., пересмотр. - Москва : Изд-во Московского психолого-социального ин-та ; Воронеж : МОДЭК, 2010 г. — 447 с. — ISBN 978-5-9770-0518-0
- И. А. Зимняя, И. А. Мазаева, М. Д. Лаптева. Коммуникативная компетентность, речевая деятельность, вербальное общение / под ред. И. А. Зимней; Моск. гос. ин-т междунар. отношений (Ун-т) МИД России. – Москва : Аспект Пресс, 2020. – 400 с. – Библиогр. в конце разд. – Авт.: с. 397. – ISBN 978-5-7567-1093-9.

## Награды
- Орден Почёта (2007)
- Медаль «За трудовую доблесть» (1981)
- Медаль К. Д. Ушинского (1991)

### Звания
- Заслуженный деятель науки РСФСР (1989)
- Почётный работник высшего профессионального образования Российской Федерации (1994)